# Алюминиевая броня
Алюминиевая броня — броня на основе деформируемых алюминиевых сплавов различных систем легирования. По валовому объёму производства алюминиевой брони основной областью её применения является танкостроение, а именно производство легкобронированной техники сухопутных войск. Помимо танкостроения, алюминиевая броня находит применение в судостроении, авиации, для защиты транспортно-пусковых контейнеров ракетных комплексов и в других системах оружия.

## Применение в танкостроении
Начиная с 1960-х годов броня из алюминиевых сплавов в виде катаных плит широко применяется в конструкциях легких боевых бронированных машин сухопутных войск — БМД, БРМ, БМП, легких танков и САУ, а также на ряде специальных машин, созданных на их базе, обладающих способностью десантироваться и, в ряде случаев, преодолевать глубокие водоемы без подготовки. Широкое применение алюминиевой брони основывалось на целом ряде её преимуществ, из которых основными являлись: обеспечение экономии массы бронекорпуса из алюминиевых сплавов в сравнении с равностойким из стали; эффективная защита от проникающей радиации, более быстрое освобождение от наведенной радиации, вызванной гамма излучением и потоками нейтронов; меньшая, в сравнении со стальной броней, заброневая осколочность.
За прошедшие десятилетия существенно изменились характер и способы ведения боевых действий. Текущая геополитическая ситуация, связанная с борьбой за ресурсы, диктует необходимость быстрого развертывания мобильных сил. Приоритетным становится требование защищенности машины (экипажа) от современных средств поражения, низкий уровень которой не компенсируется никакими подвижностью и маневренностью. Претерпел существенные изменения и диапазон типовых средств поражения техники сухопутных войск. Важное место стали занимать противоминная стойкость и сопротивление ударноволновому (фугасному) воздействию.
Локальные конфликты последнего десятилетия (Ирак и Афганистан) убедительно подтвердили востребованность алюминиевой брони, как материала, способного эффективно противостоять ударноволновому нагружению, характеризующегося высокой живучестью при действии осколочных полей высокой плотности и пуль автоматического пехотного оружия, относительно дешевой технологии её производства и переработки в изделия при наличии достаточно широкой промышленной базы изготовления брони, и её относительно низкой стоимости, в сравнении, например, с титановой и композитной броней.
При обстреле крупнокалиберными бронебойными снарядами танковых и противотанковых пушек плиты из алюминиевых сплавов ведут себя хрупко, в силу чего, а также из-за большой требуемой толщины брони (строительной высоты), достигающей 200 мм и более, не могут использоваться самостоятельно в составе сварных бронекорпусов и бронебашен основных танков.

### Требования к алюминиевой броне боевых машин
Помимо заданного уровня броневых свойств, одним из основных требований к алюминиевой броне боевых машин является её свариваемость с использованием относительно простой технологии, пригодной для массового производства бронекорпусов. Не менее важным является требование повышенного сопротивления коррозионному растрескиванию под напряжением, актуальное для сварных соединений плит из цинкосодержащих алюминиевых сплавов.

### Используемые толщины брони
Алюминиевая броня боевых машин легкой категории в толщинах до 30—45 мм предназначена для защиты от осколков 100—122-мм, 152—155-мм осколочно-фугасных снарядов полевой артиллерии и 7,62—12,7-мм бронебойных пуль автоматического пехотного оружия. При необходимости защиты экипажа бронированной машины кругом от 7,62-мм бронебойных пуль Б-32 (патрона 7,62×54 мм) или AP M2 (патрона 7,62×63 мм) при стрельбе с дистанций 75—150 м, толщины алюминиевых бронедеталей бортов и кормы на практике составляют 38—43 мм. Для защиты от 12,7-мм бронебойных пуль толщины указанных элементов бронирования должны быть увеличены до значений не ниже 65—75 мм.
В странах НАТО требования по защите машин легкой категории определяются стандартом STANAG 4569 (Edition 2).
В зарубежном танкостроении алюминиевая броня в толщинах 50—70 мм и выше используется для дифференцированной защиты от 14,5-мм бронебойных пуль и малокалиберных, калибром от 20 до 30 мм, бронебойных снарядов (цельнокорпусных и подкалиберных типа APDS-T) как самостоятельно (БТР М113, легкие танки M551 Шеридан и «Скорпион», БМП AMX-10P, БРМ «Симитер»), так и в комбинации со стальными экранами в виде разнесенного бронирования. В частности сварные бронекорпуса семейства машин на базе легкого танка «Скорпион» выполнены из катаных плит брони E74S (с 1980-х годов 7017 по международной системе обозначения сплавов) толщиной от 20 до 60 мм.
При замене стальной брони бронекорпуса на алюминиевую за счет более высокой жесткости алюминиевых плит и отказа от ряда деталей жесткого набора достигается уменьшение массы бронекорпуса порядка 25—30 % (при сохранении противопульной стойкости), даже если экономии на самой броне нет. Жесткость бронеплиты в общем случае пропорциональна кубу толщины, и с учётом различия модулей упругости стали и алюминия алюминиевая бронеплита будет в девять раз жестче стальной бронеплиты равной массы. Показательным является пример с БТР М113 (США). Несмотря на то, что использованная броня из алюминий-магниевого сплава 5083 по стойкости к 7,62-мм бронебойным пулям немного уступала стальной броне, собранный бронекорпус М113, равностойкий стальному варианту Т117, оказался на 750 кг легче. Ещё больший выигрыш может быть получен при использовании брони с более высокой противопульной стойкостью, которая, в свою очередь, положительно реагирует на увеличение прочности и твердости сплава.
Кроме того, применение в конструкциях бронекорпусов криволинейных бронедеталей, полученных прессованием и штамповкой, позволяет за счет уменьшения количества сварных соединений дополнительно снизить трудоемкость изготовления машины.

## Противопульная и противоснарядная стойкость алюминиевой брони
Противопульная и противоснарядная стойкость брони из легких сплавов, как и других видов катаной гомогенной брони, определяется совокупностью её прочностных, пластических и вязкостных свойств, а не только абсолютным уровнем твердости. Как было определено в предвоенные и военные годы А. С. Завьяловым, П. О. Пашковым и сотрудниками (ЦНИИ-48), значение пластических и вязкостных свойств брони возрастает при увеличении толщины брони, калибра поражающего средства, его ударной скорости, а также при переходе к поражающему элементу (осколку) с тупой формой головной части.
При повышении твердости алюминиевой брони (по Бринеллю) от 80 до 140 единиц НВ её противопульная стойкость, определенная по предельной скорости пробития, при обстреле как по нормали, так и под углами растет. Вместе с тем, по данным ведущего производителя алюминиевой брони 7039 в США фирмы Kaiser Aluminum, гомогенные плиты из алюминиевых сплавов системы Al-Zn-Mg с прочностью выше 50 кгс/мм² (HB ≥ 150 единиц) при обстреле 12,7-мм и 20-мм осколочными имитаторами (тупоголовые бойки с высотой, равной диаметру цилиндра) разрушаются с образованием столь значительных откольных повреждений, что для брони практически непригодны.
С увеличением калибра поражающего средства необходимо увеличение пластичности и вязкости сплава и, соответственно, снижения уровня его легирования. Так, для защиты от бронебойных снарядов калибров 20—30 мм показатель пластичности (относительного удлинения), обеспечивающий максимальный уровень бронестойкости, должен составлять не менее 8—12 %, чему соответствует твердость по Бринеллю 130—140 единиц НВ (1300—1400 МПа).
Специалистами давно замечено, что эффективность алюминиевой брони в сравнении со сталью возрастает при увеличении калибра бронебойной пули. Так при обстреле 7,62-мм бронебойной пулей по нормали со скоростью 840—850 м/с равностойкая со сталью броня из термоупрочняемого сплава 7039-Т64 имеет меньшую на 6 % массу. Для 12,7-мм бронебойной пули это преимущество составляет уже порядка 13 %, а для 14,5-мм пули — 19 %. Английская броня из сплава 7017 компании Alcan Co. (улучшенный вариант сплава 7039 с повышенными прочностью и сопротивлением коррозии) при обстреле 14,5-мм бронебойной пулей обеспечивает выигрыш по массе 20 % в сравнении с равностойкой стальной броней.
В диапазоне углов 30—45° при обстреле 7,62- и 12,7-мм бронебойными пулями более эффективной оказывается стальная броня. В этих условиях на стальной броне имеют место поперечные разрушения стальных сердечников бронебойных пуль от изгибающих напряжений. Указанный эффект, однако, выражен значительно слабее или отсутствует при обстреле брони из алюминиевых сплавов. Несмотря на возможность разрушения бронебойного сердечника от поперечных изломов, его оживальная часть не срабатывается ни при каких условиях взаимодействия с алюминиевой броней. При углах обстрела свыше 45—50°, в частности при углах рикошета, алюминиевая броня снова превосходит сталь.
С учётом сказанного, применение противопульной алюминиевой брони в конструкциях башен легких машин целесообразно при расположении их боковых стенок под углами (от вертикали) 50—55°. При такой конструкции достигается максимальная экономия массы башни. Примером может служить башня разведывательной машины «Фокс», стенки которой выполнены из согнутых по форме и сваренных цельнопрессованных профилей V-образного сечения. Лобовая броня машины «Фокс» с передних направлений обстрела выдерживает поражения 14,5-мм бронебойной пулей при стрельбе с дистанции 200 м.
В конструкциях, где углы наклона стенок составляют 30—45°, целесообразно применение стальной брони. На практике находят применение гибридные конструкции с алюминиевым бронекорпусом и стальной башней, в частности легкий танк «Шеридан», БМП «Уорриор» (Великобритания) и другие машины.
При обстреле 14,5-мм бронебойной пулей алюминиевая броня 7039 превосходит гомогенную стальную броню средней твёрдости RHA во всем диапазоне углов обстрела. Максимальный выигрыш, достигающий 26 %, наблюдается при углах рикошета, что, как и при действии боеприпасов других калибров, связано с относительно меньшим сопротивлением материала преграды из легкого сплава в касательном направлении.
Алюминиевая броня превосходит стальную при обстреле малокалиберными бронебойными снарядами (цельнокорпусными типов БТ, БЗТ и подкалиберными БПС с отделением) под большими углами, близкими к углам рикошета, поэтому алюминиевые плиты толщиной 50—70 мм успешно применяются для защиты легких машин. Преимущество брони из алюминиевых сплавов связано с их более высокой удельной энергоемкостью (величиной энергии, приходящейся на единицу вытесненного объёма материала преграды), а также с более высокой жесткостью на изгиб алюминиевых бронеплит одинаковой массы со стальными. При углах обстрела, превышающих 45—50°, длина выбоины и вытесненный объём металла на алюминиевой броне существенно больше по сравнению со стальной броней при аналогичных условиях соударения, что обуславливает преимущество алюминиевой брони. При этом стойкость брони, оцениваемая предельной скоростью пробития заданным средством, в общем виде определяется выражением:
Vα= Vα=0 / cosnα,
где α — угол обстрела брони (от нормали); n — характеризует усилие сноса материала брони в касательном направлении.
Для использования преимуществ алюминиевой брони при конструировании бронекорпуса верхние лобовые детали (ВЛД) бронекорпуса располагают под большими (70—80°) углами наклона, облегчающими возможность рикошетирования на них калиберных и подкалиберных бронебойных снарядов, что и реализовано, в частности, в конструкции лобового узла БМП АМХ-10Р и М551 «Шеридан».

### Разнесённая схема бронирования со стальными экранами
К началу 1980-х годов важным направлением совершенствования брони из легких сплавов становится её применение в конструктивных схемах защиты — разнесенной броне со стальными экранами. Такая защита оказалась востребованной с появлением в боекомплектах пушечного вооружения боевых бронированных машин выстрелов с бронебойными подкалиберными снарядами типа APDS-T, сердечники которых, первоначально твердосплавные (карбид вольфрама на кобальтовой связке) — патронов 20×139 мм «Hispano-Suiza» RINT (Швейцария), OPTSOC (Франция) и DM63 (Германия), в новом поколении малокалиберных боеприпасов, принятых на вооружение к началу 1980-х годов, были заменены на тяжелосплавные из вольфрамовых сплавов — патроны 25×137 мм M791 (США) и Oerlikon TLB. Сказанное позволило существенно повысить бронепробивное действие малокалиберных выстрелов, в частности, при больших углах (α≥60°) соударения с броней.
К настоящему времени боевые машины пехоты государств НАТО удовлетворяют требованиям по защите экипажей стандарта STANAG 4569, уровня 4 (бортовая проекция, курсовой угол 90°) и уровня 5 (лобовая проекция машины, курсовой угол ±30°), представляющими, по сути, минимальный (обязательный) уровень требований. Последние, в свою очередь, базируются на уровне защиты, реализованном в базовых машинах 1980-х годов М2А1 «Брэдли» (США) и «Мардер 1» (Германия).
Осуществленными на практике примерами использования разнесенной схемы «бронирования сталь и алюминий» со стальными экранами, устанавливаемыми поверх основной алюминиевой брони на болтах являются боевые машины пехоты: БМП-3 (Россия), M2 «Брэдли» (США), «Дардо» (Италия). Назначение стального экрана (экранов) из стали высокой твердости состоит в принятии на себя основного импульса поражающего средства, дестабилизации бронебойного сердечника, ориентированного в направлении вектора скорости и, по возможности, нарушения его целостности или геометрии за счет разрушения или срабатывания. При этом основная броня, с учётом фактического угла подхода боеприпаса удерживает развернутый, потерявший первоначальную ориентацию бронебойный сердечник или его фрагменты.
В начале 1970-х годах Лаборатория баллистики СВ США Ballistic Research Laboratory для XM723 разработала и запатентовала бронезащиту «spaced-laminate steel/aluminium armor system» — разнесённую броню с навесными стальными экранами из разнотвёрдой стали в лобовой части и по бортам алюминиевого бронекорпуса. Корпорация FMC Corporation (США) применила разработку на ряде боевых машин с алюминиевым бронекорпусом собственной разработки: XM765, AIFV, XM723, XM2/XM3 и M2 «Брэдли».
Система защиты состоит из внешнего экрана из разнотвёрдой стали DPSA (с твердостью слоев 60/50 HRC) и внутренних экранов, отстоящих от основной брони на 100—200 мм, и крепящихся к ней на болтах. По стойкости к заданным средствам поражения указанная броня превосходила все находившиеся в производстве на тот период времени материалы брони.
Общим для машин указанной линии являлось трудно реализуемое требование защиты бортовой проекции машин (курсовой угол 90°) от 14,5-мм бронебойных пуль Б-32 пулемета КПВТ. Затруднение было вызвано избыточной габаритной толщиной алюминиевой брони, составлявшей не менее 100—120 мм, или 35—45 мм стали в зависимости от заданной дистанции обстрела.
Принятое конструктивное решение, основанное на использовании разнесенной схемы защиты с дробящими экранами из стали высокой твердости вместе с основной броней из алюминиевого сплава позволило, за счет воздействия на стальной сердечник 14,5-мм пули Б-32, вызвать его разрушение. Полученный при этом весовой выигрыш составил около 40 %. Позднее было установлено, что стальные экраны сверхвысокой твердости (НВ ≥ 600, или HRC 58—62), выполненные из сталей типов Armox-600S, Armox-600Т или аналогичных в гомогенном варианте, обеспечивают эффективное дробление стальных сердечников бронебойных пуль калибров 12,7 и 14,5 мм и срабатывание тяжелосплавных сердечников 25-мм подкалиберных снарядов типа APDS-T.
В целом применение в конструкции бронекорпуса и башни разнесенных схем бронирования «сталь + алюминий» с внешними стальными экранами, сравнительно с базовым стальным бронекорпусом, дало возможность, при сопоставимых требованиях по защите (14,5-мм пуля Б-32 для бортов; и БПС калибром 20 и 25 мм типа APDS-T для лобовой проекции) двух типов боевых машин пехоты М2А1 «Брэдли» (США) и «Мардер 1» (Германия), обеспечить их выполнение при существенно меньшей, на 5 т, боевой массе БМП М2 «Брэдли». Последние для обеих машин на начало 1980-х годов составляли соответственно 22,6 и 27,5 т.
Заслуживает внимания разработанный к 1989 году израильской компанией Rafael и реализованный на практике в 1991—1993 годах вариант усиления защиты плавающей машины КМП США AAV7 (LVTP-7). Повышение защищенности машины достигнуто установкой комплекта навесной пассивной защиты по бортам бронекорпуса, включая наклонные борта, на крыше десантного отделения и на крышках люков трех членов экипажа AAV7А1. Наименование комплекта EAAK (Enhanced Applique Armor Kit). Масса комплекта 1996 кг. В его состав входит большое количество стальных бронеплит (сталь высокой твердости в гомогенном варианте) небольших размеров, установленных по бортам клинообразно под углом 45° от вертикали. Максимальное удаление плиток от основной брони 215 мм. Крепление элементов комплекта к бронекорпусу на болтах. В результате установки комплекта EAAK для бортовой проекции машины в частности обеспечивается:
- непробитие с вероятностью 0,95 12,7-мм бронебойной пулей Б-32/ДШКМ при дульной скорости;
- непробитие с вероятностью 0,95 14,5-мм бронебойной пулей Б-32/КПВТ с дистанции 300 м;
- непробитие с вероятностью 0,99 осколками 155-мм осколочно-фугасного снаряда при воздушном подрыве на дистанции 15 м;
- существенное снижение заброневого действия кумулятивных средств поражения за счет уменьшения телесного угла разлета заброневых осколков со 110 до 35°.

К началу 2000-х годов базовым требованием к новому поколению БМП, боевая масса которых достигла 26—30 т, становится обеспечение защиты в переднем секторе обстрела от 30-мм бронебойного оперенного подкалиберного трассирующего снаряда (БОПТС). Другим принципиальным требованием является непоражение лобовой проекции средствами ближнего боя с кумулятивной боевой частью. В связи с повышенными требованиями по защите новых машин получает распространение модульный принцип построения бронезащиты корпуса и башни. Такой принцип позволяет усиливать защиту машины при появлении у противника более эффективных средств поражения, а также по мере совершенствования технологии бронирования. Бронемодули используют конструкторские решения (многопреградные схемы) и материалы, в совокупности обеспечивающие более высокое динамическое сопротивление внедрению бронебойного сердечника повышенного удлинения (l/d ≥ 10—12), то есть характеризующегося повышенной удельной (поперечной) нагрузкой на броню.
Примером использования навесных модулей пассивной защиты на основной конструкции бронекорпуса и башни из алюминиевой брони являются французская БМП VBCI, плавающая ББМ корпуса морской пехоты США EFV и новая корейская БМП K21 (NIFV). На БМП VBCI Véhicule blindé de combat d’infanterie установлены бронемодули «THD», содержащие преграды из стали и титана (модули могут заменяться в полевых условиях) и обеспечивающие защиту от малокалиберных бронебойных подкалиберных снарядов и средств ближнего боя с кумулятивной боевой частью типа РПГ-7. Большое внимание уделено противоминной защите днища бронекорпуса VBCI. Защита бронекорпуса K21 представлена базовой алюминиевой броней из сплава 2519, так и модулями навесной комбинированной брони керамика/стеклопластик.

## Алюминиевая броня средней и повышенной твердости
В мировом танкостроении для изготовления гомогенной алюминиевой брони находят применение две группы свариваемых алюминиевых сплавов с различными уровнями прочности и твердости. К первой группе относятся нетермоупрочняемые сплавы алюминий-магний и термоупрочняемые сплавы алюминий-цинк-магний средней твердости. Сплавы этой группы характеризуются прочностью σВ 300—420 МПа, твердостью по Бринеллю, HB 80—120 единиц и обладают лучшими показателями противоосколочной стойкости. К ним относятся сплавы: 5083 и Alcan D54S, Alcan D74S (7020) и 7018.
Ко второй группе сплавов, сплавов повышенной твердости, относятся сплавы Al-Zn-Mg с уровнем прочности σВ 450—500 МПа, которой соответствует твердость по Бринеллю, HB 130—150 ед. Эта группа сплавов (7039-Т64, Е74S (7017), AlZnMg3) превосходит сплавы первой группы по противопульной и противоснарядной стойкости, но уступают им по противоосколочной стойкости.

### Противоосколочная алюминиевая броня
Броня из алюминиевых сплавов средней твердости используется в конструкциях бронекорпусов и башен самоходных артиллерийских установок (САУ), а также для изготовления некоторых деталей легких бронемашин (крыша, днище, крышки люков), подвергающихся предпочтительному воздействию осколков или фугасному действию мин. Например, требованиями по защите горизонтальных поверхностей (крыши) бронекорпуса и башни новой корейской БМП типа K21 (серия с 2009 г.) задана непоражаемость указанных элементов защиты при подрыве 152-мм осколочно-фугасного снаряда на дальности 10 м. Для сравнения, бронирование семейства боевых машин на базе легкого танка «Скорпион» («Скорпион», «Спартан», «Симитэр») в 1972 году обеспечивало защиту от осколков 105-мм осколочно-фугасного снаряда для всех направлений подхода осколков при наземном либо воздушном разрыве снаряда на дальности 30 м.
По стойкости к осколкам алюминиевая броня с твердостью по Бринеллю, HB 80—120 единиц и повышенными характеристиками пластичности и ударной вязкости превосходят броню повышенной твердости (НВ 130—150 единиц). Броня из сплава 7039-Т64 при обстреле 12,7-мм осколочным имитатором уступает равностойкой стальной броне средней твердости стандарта RHA, а при равной с ней стойкости имеет на 15 % большую массу. При переходе к 20-мм осколочному имитатору проигрыш в сравнении со сталью возрастает до 19 %. Сказанное объясняется характером разрушения алюминиевой брони повышенной твердости при пробитии осколком, который для сплавов этой группы происходит по смешанному типу «срез пробки — откол». В целом откольные поражения характерны для бронеплит с повышенной твердостью (пониженными пластичностью и ударной вязкостью), выраженной продольно-поперечной анизотропией свойств, и на сплавах Al-Zn-Mg металлургически связаны с плоскостями залегания тугоплавких интерметаллидных фаз, располагающихся параллельными слоями по толщине катаной плиты.

## Сплавы для изготовления брони
В СССР начало работ по алюминиевой броне связано с созданием авиационной брони для защиты послевоенного поколения боевых самолетов от малокалиберных, калибром 20—37 мм, снарядов авиационных пушек и пуль 12,7-мм пулеметов. Броня АБА-1 была создана во Всесоюзном институте авиационных материалов (ВИАМ) на основе высокопрочного алюминиевого сплава В-95 в 1948 году, первые прессованные полосы В-95 получены в 1947 году. Номинальная твердость брони АБА-1 по Бринеллю НВ 170 единиц. При разработке брони требование её свариваемости не ставилось. С 1949 года проводились работы по созданию противоосколочной алюминиевой брони для защиты от осколков зенитных снарядов (зенитная артиллерия крупных калибров), в эти же годы принята броня АПБА-1 (авиационная противоосколочная броня алюминиевая) на основе сплава АМг-6. Руководитель работ — Н. М. Скляров. Впервые броня АПБА-1 применена на реактивном самолете-бомбардировщике Ил-28, принятом на вооружение в 1950 году. В связи со свёртыванием авиационного направления в конце 1950-х годов, работы по созданию указанных материалов в авиапроме дальнейшего развития не получили.
В период 1955—1958 годов ЦНИИ-48 провел исследования защитных свойств бронепреград из алюминиевых сплавов конструкционного назначения в интересах судостроения. Помимо традиционных средств испытаний бронебойными пулями, малокалиберными снарядами и осколками, была проведена оценка алюминиевой брони на взрывостойкость. В ходе широких исследований И. В. Корчажинская определила условия существования весовых преимуществ алюминиевых сплавов, а также их конкретные значения относительно катаной стальной брони. Сделан вывод, что в зависимости от условий испытаний (средства поражения брони, относительной толщины преграды и угла обстрела) преимущества показывают те или иные алюминиевые сплавы, обладающие различными сочетаниями прочностных и пластических свойств. Для противоосколочной брони более подходящими являются сплавы с повышенными пластическими свойствами, в частности сплав Д-16.
За рубежом нетермоупрочняемые алюминий-магниевые сплавы (магналии) фирмы Kaiser Aluminium марок 5083 и 5456 в США и D54S в Великобритании, содержащие порядка 4—5,5 % Mg, были первыми алюминиевыми сплавами, доработанными и использованными в конце 1950-х годов для изготовления бронекорпусов легких машин (БТР М113 и М114, САУ М-109, плавающей десантной машины LVTP-7) из-за их хорошей свариваемости, технологичности и высокого сопротивления коррозии.
В США броня из сплавов 5083 и 5456 в толщинах от 13 до 76 мм выпускается по военным техническим условиям MIL-A-46027K и относится к алюминиевой броне первого поколения. В ТУ приведены минимальные значения предельных скоростей пробития (V50‒2σ) для плит различных толщин. Упрочнение брони достигается с помощью нагартовки при холодной прокатке (5083-H131, где Н131 — режим обработки), которое, однако, снимается в местах сварки бронеплит. Ряд сложностей, связанных с нагартовкой толстых плит с обжатиями порядка 10—20 %, препятствует получению бронедеталей в виде крупных профилей и поковок сложной формы, тенденция к расширенному применению которых наблюдается в производстве современных легкобронированных машин.
Этих недостатков лишена броня из термически упрочняемых для повышения защитных свойств сплавов системы алюминий-цинк-магний с суммарным содержанием легирующих элементов (Zn+Mg) порядка 6—9 %, способная восстанавливать прочность сварных соединений при последующем искусственном старении. В зависимости от состава и режима термообработки из сплавов Al-Zn-Mg может быть получена броня средней или повышенной твердости. Кроме плит, получаемых горячей прокаткой, из этих сплавов получают прессованные и штампованные бронедетали. Упрочнение деталей осуществляется с помощью термической обработки, состоящей из закалки и последующего искусственного старения. При закалке с выдержкой при температурах 450—470°С осуществляется перевод цинка и магния в твердый раствор. Последующее искусственное старение в диапазоне температур 90—180 °С приводит к распаду твердого раствора с выделением упрочняющей фазы MgZn2.
В СССР задача по исследованию возможности использования легких сплавов для изготовления броневых корпусов легких танков и других ББМ легкой категории была поручена «московскому филиалу ВНИИ-100» (в настоящее время «НИИ стали») в конце 1950-х годов. Научно-исследовательские работы данной тематики были начаты на филиале в 1959 года и велись под руководством И. И. Терехина, О. И. Алексеева, В. И. Лихтермана и Л. А. Фридлянда.
Первый опыт применением алюминия в танкостроении был связан с разработкой и испытаниями алюминиевого корпуса плавающего танка ПТ-76 из конструкционного алюминиевого сплава Д20. Этот корпус был изготовлен в 1961 году в филиале ВНИИ-100, после чего прошёл полный цикл испытаний, показав перспективность применения алюминиевой брони в танкостроении.
Позднее, в период 1962—1965 годов «филиал ВНИИ-100» разработал алюминиевую броню на основе высокопрочного сплава тройной системы Al-Zn-Mg. Работы велись под руководством Б. Д. Чухина. Сплав был стандартизирован под наименованием АБТ-101 (алюминиевая броня танковая) или, по единой универсальной классификации, 1901. Броня АБТ-101 стала основой при проектирования серии легкобронированных боевых машин десанта (БМД-1, БМД-2 и БМД-3). Сплав АБТ-101 относится к термоупрочняемым деформируемым и сложнолегированным сплавам системы Al-Zn-Mg. Дальнейшим развитием брони АБТ-101 стала противоснарядная броня АБТ-102 или 1903. Руководили разработкой брони Б. Д. Чухин и А. А. Арцруни.
В период 1960—1970 годов алюминиевая броня на основе термоупрочняемых сплавов Al-Zn-Mg была разработана и освоена промышленностью большинства развитых государств, включая США (сплав 7039), Великобританию (E74 и Alcan-X169), Францию (Cegedur Pechiney сплав AZ5G) и Германию (сплавы AlZnMg1, AlZnMg3 и VAW «Конструкталь» 21/62).
Сплав AlZnMg1, обработанный по режиму F36 на прочность σВ=360 МПа в виде катаных плит, профилей и поковок предназначался для изготовления бронекорпуса опытной самоходной гаубицы PzH 70 (SP70). Экономия по массе в сравнении со стальным бронекорпусом составила 2 т.
В США броня из сплава Al (4,5 %) — Zn — Mg (2,5 %) под обозначением 7039 выпускается в толщинах от 13 до 100 мм по военным техническим условиям MIL-A-46063, её относят к алюминиевой броне второго поколения. Из брони 7039 выполнены наклонные борта боевых машин М2 и М3 «Брэдли».
В Великобритании для брони семейства легких машин «Скорпион», «Фокс», «Симитер» и испанских BMR600 компания Alcan разработала алюминиевый сплав E74S (в настоящее время 7017) и противопульную броню из него, первоначально выпускавшийся под обозначением Х3034 и, в свою очередь, основанный на сплаве Hiduminium-48 с номинальным составом Al-4,5Zn-2,5Mg-0,2Mn-0,15Cr. При разработке брони по требованию британского НИЦ Бронетанковой техники FVRDE уровень противопульной стойкости и, соответственно, твердость должны были превосходить свойства американской брони 7039-Т64. Прочность брони E74S по военным техническим условиям FVRDE-1318 (далее ТУ MVEE 1318) составляет σВ=480 МПа. Отмечалось, что к недостаткам сплава относится его низкая прокаливаемость, т.е возможность термической обработки деталей на твердый раствор с последующим искусственным старением, что ограничивало предельную толщину брони значением 60 мм.
В настоящее время компания Alcan производит алюминиевую броню из сплава 7017 (номинальный состав Al (5 %), Zn (2 %), Mg (3 %) Mn (0,3 %)), массовая плотность 2,78 г/см³ по военным техническим условиям TL 2350-0004, в состоянии Т651 также превосходящего по прочности и сопротивлению коррозионному растрескиванию сплав 7039-Т64, и поставляемую в толщинах, превышающих 60 мм. По данным MIL-DTL-32505 толщиной до 120 мм. Кроме того компания производит термоупрочняемые сплавы средней твердости: 7020 с прочностью σВ 400 МПа, броня из которого поставляется преимущественно во Францию и Германию, и 7018 с прочностью σВ 360 МПа, предназначенный для деталей и элементов конструкции, подвергающихся предпочтительному ударно-волновому действию.
Показатели прочности и твердости алюминиевой брони в закаленном и состаренном состоянии зависят от суммарного содержания цинка и магния. При аналогичных режимах термообработки большему содержанию цинка и магния отвечает более высокая прочность. На практике, однако, суммарное содержание этих элементов не превышает 7—8 %. Более высокому содержанию отвечает рост анизотропии механических характеристик и связанной с ней склонностью к образованию тыльных отколов, повышенная склонность к коррозии под напряжением, а также к охрупчиванию зоны термического влияния при сварке. При заданном содержании цинка и магния максимальная прочность достигается в диапазоне отношений Zn/Mg от 2,0 до 4,0, что связана с количеством упрочняющей матрицу сплава фазы MgZn2.
Показатели пластичности и ударной вязкости сплавов, термообработанных по двухступенчатому режиму старения, в большей степени зависят от отношения Zn/Mg. При постоянном суммарном содержании цинка и магния, при повышенных значениях отношения Zn/Mg могут быть достигнуты лучшие показатели пластичности и ударной вязкости.
Для различных марок танковой брони диапазон отношений Zn/Mg составляет от 1,4 до 3,8. Термоупрочняемые сплавы с суммарным содержанием (Zn+Mg) 6—7 % и выше, чувствительны к коррозии под напряжением, поэтому при проектировании сварных бронеконструкций из толстых плит обязательно учитываются предельно допустимые значения растягивающих напряжений, действующих в наиболее опасном направлении по толщине плиты. Повышение сопротивления коррозии под напряжением наряду с оптимальными показателями прочностных и пластических свойств достигаются на сплавах Al-Zn-Mg в результате двухступенчатого искусственного старения с более высокой температурой окончательного старения.

### Алюминиевая броня третьего поколения
В конце 1970-х годов в США активизируются работы по созданию термоупрочняемых свариваемых алюминиевых сплавов другой системы легирования, алюминий-медь-марганец, которые при лучших, относительно сплава 7039, показателях механических свойств и бронестойкости, обладали бы повышенным сопротивлением коррозионному растрескиванию под напряжением, в целом, на уровне сплава 5083. Усилиями компании Alcoa были получены два новых сплава: 2219-Т851 и 2519-Т87, и разработана технология получения брони из них. Выявленным при испытаниях недостатком бронеплит из сплава 2219-Т851 является низкая пластичность сварных соединений, уступающая аналогичному показателю на сплавах 5083 и 7039. В свою очередь сплав 2519 является модифицированным вариантом сплава 2219. Изменения состояли в пониженном содержание меди и ведение небольшого количества магния.
В результате промышленного освоения новых сплавов (Alcoa совместно с компанией FMC) к 1986 году был получен, прошёл полигонные испытания и принят высокопрочный сплав 2519-T87 (здесь Т87 — режим термической обработки) номинального состава Al — Cu (5,8 %) — Mn — Mg (0,40 %), и броня на его основе, являющаяся альтернативой броне 7039-Т64 в бронекорпусном производстве легких бронемашин.
Сплав 2519-Т87 в виде плит, прессованных профилей и поковок использован в США в качестве базового конструкционного и броневого материала при создании амфибийной ББМ корпуса морской пехоты EFV с боевой массой 34,5 т. Из этой же брони выполнен бронекорпус новой корейской БМП К21, боевая масса которой составляет 26 т. Лобовая проекция К21 обеспечивает защиту от 30-мм БПС с отделением марки «Кернер» пушки 2А72, а бортовая — от 14,5-мм бронебойных пуль Б-32 пулемета КПВТ.
Броня из сплава 2519 в толщинах от 13 до 100 мм в настоящее время выпускается по военным ТУ MIL-DTL-46192C, в США её относят к алюминиевой броне третьего поколения.
При разработке машины EFV благодаря целому комплексу новаторских конструкторских, материаловедческих и технологических решений удалось обеспечить высокий уровень её защиты: 14,5 мм Б-32, кругом с дистанции 300 м; 30 мм БОПТС в переднем секторе обстрела с дистанции 1000 м (по экспертным оценкам дистанция непробития существенно завышена); ПГ-7/РПГ-7 кругом.
Опыт операций в Ираке и Афганистане, с учётом специфики этих ТВД, выявил необходимость создания легкой брони с повышенными броневыми свойствами и, одновременно, с повышенным сопротивлением фугасному действию.
Возможность дальнейшего повышения броневых свойств высокопрочных алюминиевых сплавов была найдена в группе сплавов Al-Cu-Mg-Mn, дополнительно легированных небольшими добавками (0,2—0,5 % массы) серебра. Отличающийся повышенной вязкостью разрушения сплав 2139-Т8 был разработан в США по контрактам с НАСА, плиты из него толщиной от 25 до 150 мм выпускаются компанией Alcan Rolled Products. Испытания бронеплит сплава 2139-Т8, проведенные в США и Европе, показали лучшее, по сравнению с серийной алюминиевой броней, сочетание характеристик противопульной и противоосколочной стойкости, связанное с более энергоемким механизмом деформации и разрушения материала брони при пробитии, определяемым, в свою очередь, оптимальным балансом прочности и вязкости разрушения сплава.
Руководство проекта Stryker (армия США) и компания General Dynamics Land Systems сертифицировали броню из сплава 2139 для применения её в комплектах противоминной защиты MPK, предназначенных для семейства машин на базе колесной ББМ Stryker. На начало 2012 года в войсках развернуто свыше 2 тыс. таких комплектов, общая масса которых превышает 2 тыс. тонн.
Кроме того, броню 2139 планируется использовать в рамках программ модернизации БМП М2 «Бредли» при ремонте и замене деталей бронекорпуса, выполненных из брони 7039.

### Комментарии
1. ↑  Интересно, что при выборе соотношения защищенности и огневой мощи ББМ на базе «Скорпиона» предпочтение британских специалистов было отдано последней. В частности, выбором 30-мм пушки «Рарден» с бронебойным подкалиберным снарядом типа APDS-T, способным на дальностях до 1500 м обеспечить пробитие лобовой брони любой легкобронированной машины периода 1970—1980-х годов (БТР, БМП), а также пробитие бортовой брони основного танка. При этом собственно броневая защита машин этого семейства, с боевой массой 7—9 т, в передних секторах обстрела рассчитана на защиту от 14,5-мм бронебойной пули пулемета КПВТ на дальности 200 м. Armada International, 1983, № 6 (Nov/Dec), p. 95
2. ↑  Результатом поражения тонкобронного корпуса ББМ кумулятивным боеприпасом с запасом по бронепробитию является, как минимум, поражение машины по типу «потеря подвижности».
3. ↑  В общем виде противопульная стойкость алюминиевой брони определяется твердостью и ударной вязкостью материала, тогда как взрывостойкость брони связана с ударной вязкостью материала, определенной на образцах по толщине плиты.
4. ↑  Тяжелосплавные сердечники БПС лучше приспособлены для действия по современным бронецелям, широко использующим многопреградные схемы защиты и комбинированную броню. Для БПС с отделением (обозначение НАТО APDS-T) и сердечником из тяжелого сплава возможности бронепробития гомогенной стальной брони средней твердости (b — толщина брони; d — калибр пушки) такие: 1 км/60°/b = 1,2—1,3d. Для калибра 25 мм этом составляет 32 мм/60°. К настоящему времени данный тип выстрела является устаревшим, по эффективности уступает БОПТС и заменяется последним в штатных боекомплектах БМП. Например, бронепробитие французского 25-мм снаряда типа БОПТС (APFSDS-T) к пушке Nexter 25M811 составляет не хуже 85 мм/0°/1 км или 42мм/60°, см. http://www.military-today.com/apc/vbci.htm Архивная копия от 11 января 2015 на Wayback Machine.
5. ↑  Величина бронепробития различных типов БОПТС патрона 30×173 мм составляет не ниже 100—110 мм/0°/1500 м, или не хуже 50—55 мм/60°/1500 м.
6. ↑  Несмотря на наличие алюминиевой брони собственной разработки, в Минобороны Германии существует, со времен неудачного применения танка М551 «Шеридан» во Вьетнаме и опыта эксплуатации БТР М113, отрицательное отношение к объектам БТТ с алюминиевым корпусом. В ходе боестолкновений, в результате применения по М551 кумулятивных средств поражения, в частности кумулятивной гранаты ПГ-7/РПГ-7, либо подрыва на мине имели место взрыв боекомплекта, либо взрыв и пожар топливных баков. Если пожар не был оперативно ликвидирован штатными средствами пожаротушения, следствием повышения температуры в очаге возгорания являлось катастрофическое разупрочнение алюминиевой конструкции, потеря несущей способности алюминиевого бронекорпуса, и его последующее оседание и смятие под весом стальной башни. Иными словами, безвозвратная потеря машины, что для германского менталитета экономии и бережливости оказалось абсолютно неприемлемым. Именно поэтому с 1970-х годов по настоящее время на вооружение сухопутных войск Германии не было принято ни одной бронемашины с алюминиевой броней.
7. ↑  К настоящему времени выпущены временные Технические условия MIL-DTL-32341 (MR) на броню из сплавов 2139 и 2195 «Бронеплиты из сплавов алюминия, группа сплавов 2ххх, несвариваемые для навесных деталей». Хотя плиты брони определены как несвариваемые, в США разрабатывается технология сварки указанной брони для возможности её применения в бронекорпусном производстве без ограничений.